# 菊池完
菊池 完（きくち かん、1977年5月3日 - ）は、東京都西東京市出身のサッカーおよびフットサルの選手。ポジションはディフェンダー。

## 経歴
大学卒業後に下部リーグやフットサルで活躍し、30歳になって初めてJリーグのプロ選手になった、異色の経歴を持つサッカー選手である。
サッカーの強豪校で知られる都立久留米高校サッカー部でプレーした後、関東大学サッカーリーグ所属の亜細亜大学に進み、関東大学選抜にも選ばれた。しかし卒業後はJリーグ入りが叶わず、関東サッカーリーグに加盟する青梅FCに入団した。青梅FCには5シーズン所属し、2002年には関東リーグ優勝を果たしたが、関東代表として参加した全国地域リーグ決勝大会では1次リーグ敗退となり、日本フットボールリーグ(JFL)昇格を逃した。また、この年には初めて国民体育大会の東京都選抜に選ばれた。
2004年に青梅FCが関東リーグ2部降格が決まるとチームを離れ、11人制（フルコート）のサッカーがオフシーズンに入る同年12月からは東京都フットサルリーグ1部のFC.VENGAに移籍し、2005年4月から11人制のチームであるFCフエンテ東久留米に入団した。フエンテは当時東京都社会人リーグ3部に所属するチームで、前年の青梅FCから数えて4ランク下、Jリーグのディビジョン1から数えると8部に当たるリーグだったが、ここでも実力を評価され、2006年9月には全国選抜フットサル選手権大会に東京都選抜の一員 として参加し、チームは準優勝となった。また、アマチュア選手であったため、東京都小平市にあるフットサル場、トライフットボールフィールドでフットサルスクールのコーチもしていた。
2006年10月、東京都3部リーグの第8ブロックでフエンテが優勝して翌年の2部昇格を決めた後、当時東海社会人リーグ1部のFC岐阜へ移籍し、自身初のプロ契約を結んだ。岐阜は同リーグで優勝した後、全国地域リーグ決勝大会で2位、続くホンダロックとの入れ替え戦で2戦2勝し、JFL昇格を決めた。2007年には背番号を30から3に改め、JFLで16試合に出場、1得点を挙げた。特にJリーグ2部(J2)への参入条件の一つである｢JFL4位以内｣を目指し、厳しい試合が続いたリーグ戦終盤にセンターバックとして先発出場を続け、3位となったチームのJ2参入に貢献した。この活躍により岐阜との契約を更新し、高校卒業後12シーズンを要してのJリーグ入りを果たした。
2008年は開幕からベンチ入り出来ずにいたが、J2第10節の水戸戦でJリーグ初出場（90分フル出場）。第17節の甲府戦ではJリーグ初得点を記録した。以後、ほとんどのJ2リーグ戦に出場している。「オールドルーキー」となった菊池への注目も高まり、週刊サッカーマガジンでの特集記事でも取り上げられた。
2010年はインドネシア・スーパーリーガのボンタンFCに移籍、2010年3月17日のホームデビュー戦では逆転ゴールを決めた。
2011年から東京都社会人リーグ1部への昇格を果たしたFCフエンテ東久留米に復帰。

## 所属クラブ

### サッカー
- 1993年 - 1995年 東京都立久留米高等学校[1]
- 1996年 - 1999年 亜細亜大学[1]
- 2000年 - 2004年12月 青梅FC
- 2005年4月 - 2006年10月 FCフエンテ東久留米
- 2006年10月 - 2009年 FC岐阜
- 2010年  ボンタンFC (en)
- 2011年 - FCフエンテ東久留米

### フットサル
- 2004年12月 - 2005年4月 FC.VENGA
- 2011年- カフリンガ東久留米

## 個人成績
| 国内大会個人成績 | 国内大会個人成績 | 国内大会個人成績 | 国内大会個人成績 | 国内大会個人成績                       | 国内大会個人成績               | 国内大会個人成績 | 国内大会個人成績 | 国内大会個人成績 | 国内大会個人成績 | 国内大会個人成績 | 国内大会個人成績 |
| 年度             | クラブ           | 背番号           | リーグ           | リーグ戦                               | リーグ戦                       | リーグ杯         | リーグ杯         | オープン杯       | オープン杯       | 期間通算         | 期間通算         |
| 年度             | クラブ           | 背番号           | リーグ           | 出場                                   | 得点                           | 出場             | 得点             | 出場             | 得点             | 出場             | 得点             |
| 日本             | 日本             | 日本             | 日本             | リーグ戦                               | リーグ戦                       | リーグ杯         | リーグ杯         | 天皇杯           | 天皇杯           | 期間通算         | 期間通算         |
| ---------------- | ---------------- | ---------------- | ---------------- | -------------------------------------- | ------------------------------ | ---------------- | ---------------- | ---------------- | ---------------- | ---------------- | ---------------- |
| 2000             | 青梅             |                  | 関東             |                                        |                                | -                | -                | -                | -                |                  |                  |
| 2001             | 青梅             |                  | 関東             |                                        |                                | -                | -                | -                | -                |                  |                  |
| 2002             | 青梅             |                  | 関東             |                                        |                                | -                | -                | -                | -                |                  |                  |
| 2003             | 青梅             |                  | 関東1部          |                                        |                                | -                | -                | -                | -                |                  |                  |
| 2004             | 青梅             |                  | 関東1部          |                                        |                                | -                | -                | -                | -                |                  |                  |
| 2005             | 東久留米         |                  | 東京都3部        |                                        |                                | -                | -                | -                | -                |                  |                  |
| 2006             | 東久留米         |                  | 東京都3部        |                                        |                                | -                | -                | -                | -                |                  |                  |
| 2006             | 岐阜             | 30               | 東海1部          |                                        |                                | -                | -                |                  |                  |                  |                  |
| 2007             | 岐阜             | 3                | JFL              | 16                                     | 1                              | -                | -                | 2                | 0                | 18               | 1                |
| 2008             | 岐阜             | 3                | J2               | 28                                     | 1                              | -                | -                | 2                | 0                | 30               | 1                |
| 2009             | 岐阜             | 3                | J2               | 35                                     | 0                              | -                | -                | 2                | 0                | 37               | 0                |
| インドネシア     | インドネシア     | インドネシア     | インドネシア     | リーグ戦                               | リーグ戦                       | リーグ杯         | リーグ杯         | オープン杯       | オープン杯       | 期間通算         | 期間通算         |
| 2009-10 (en)     | ボンタン         | 20               | スーパーリーガ   | 13                                     | 2                              | -                | -                | 3                | 0                | 16               | 2                |
| 日本             | 日本             | 日本             | 日本             | リーグ戦                               | リーグ戦                       | リーグ杯         | リーグ杯         | 天皇杯           | 天皇杯           | 期間通算         | 期間通算         |
| 2011             | 東久留米         | 3                | 東京都1部        |                                        |                                | -                | -                | -                | -                |                  |                  |
| 2012             | 東久留米         | 3                | 東京都1部        |                                        |                                | -                | -                |                  |                  |                  |                  |
| 通算             | 日本             | 日本             | J2               | 63                                     | 1                              | -                | -                | 2                | 0                | 67               | 1                |
| 通算             | 日本             | 日本             | JFL              | 16                                     | 1                              | -                | -                | 2                | 0                | 18               | 1                |
| 通算             | 日本             | 日本             | 関東1部          | \|\|\|\|colspan="2"\|-\|\|\|\|\|\|\|\| |                                |                  |                  |                  |                  |                  |                  |
| 通算             | 日本             | 日本             | 東海1部          | \|\|\|\|colspan="2"\|-\|\|\|\|\|\|\|\| |                                |                  |                  |                  |                  |                  |                  |
| 通算             | 日本             | 日本             | 東京都1部        | \|\|\|\|colspan="2"\|-\|\|\|\|\|\|\|\| |                                |                  |                  |                  |                  |                  |                  |
| 通算             | 日本             | 日本             | 東京都3部        | \|\|\|\|colspan="2"\|-\|\|\|\|\|\|\|\| |                                |                  |                  |                  |                  |                  |                  |
| 通算             | インドネシア     | インドネシア     | スーパーリーガ   | 13                                     | 2                              | -                | -                | 3                | 0                | 16               | 2                |
| 総通算           | 総通算           | 総通算           | 総通算           | 79                                     | 2\|\|\|\|\|\|4\|\|0\|\|85\|\|2 |                  |                  |                  |                  |                  |                  |

- Jリーグ初出場 - 2008年4月29日 J2・第10節 対水戸ホーリーホック戦 (笠松・3-1で勝利)
- Jリーグ初得点 - 2008年5月31日 J2・第17節 対ヴァンフォーレ甲府戦 (長良川・1-1で引き分け)